# Kostel svatého Jáchyma a svaté Anny (Opatov)
Kostel svatého Jáchyma a svaté Anny je pravoslavný kostel v Opatově spadající pod pravoslavnou obec v Třebíči. Nachází se na jihovýchodě obce na vyvýšeném místě. Kostel je stavbou o rozměrech 7 x 11 metrů s dřevěnou podlahou a klenbou, a byl postaven v roce 1933.

## Historie
Kostel byl postaven v roce 1933, avšak již od roku 1921 se obřady odehrávaly ve škole v Opatově. Kostel měl být zbudován z podnětu tehdejšího faráře Josefa Leixnera. Kostel byl zbudován v celkových nákladech 60 000 Kč, kdy dary obec získala i od dalších obcí a různých sponzorů. Dne 15. července 1933 byla sloužena první bohoslužba a následující den byl kostel za přítomnosti biskupa Gorazda vysvěcen, přítomni byli i pravoslavní duchovní z Brna (Petr Kauer) a z Olomouce (Bohumír Aleš-Axman). Po roce 2000 došlo k výměně okapového systému, byly zakoupeny měděné okapy a ty posléze byly ukradeny a následně byly instalovány okapy z levnějšího materiálu. V roce 2008 byla opravena střecha, byla vyměněna střešní krytina, opraven krov a upraveny klempířské prvky. Střecha byla pokryta krytinou z pálených tašek. V roce 2010 byl rekonstruován podpůrný systém věže, byla natřena kupole a byl vyměněn kříž na věži.